# 赤胸鸫
赤胸鸫（学名：Turdus chrysolaus）为鶲科鸫属的鸟类，又名赤腹鸫、日本褐色鸫。分布于日本、菲律宾、朝鲜半岛南部、台湾、海南岛以及中国大陆的河北、山东、江苏、福建、广东等地，主要栖息于在台湾自平地至海拔2800米的山地森林中以及常见于树顶。该物种的模式产地在日本。